# 戦略物資
戦略物資（英: strategic goods）とは地域、時代背景によって差異があるが、一般的には一国の安全保障上または戦争遂行上不可欠で、その帰趨を左右するほど重要な影響を及ぼす物資、資源であるとされる。
外国為替及び外国貿易法に基づく輸出貿易管理令（昭和24年政令第378号）により「戦略物資に該当する物品」が規定されている。

## 主な品目
- 兵器
- 原子力関連物資
- 電子機器
- 数値制御工作機械
- 石油
- レアメタル
- 食料